# الإسلام في هايتي
يتكون الإسلام في هايتي من أقلية صغيرة من المسلمين يشكلون أقل من 1% من إجمالي السكان، لا تحصر الحكومة أعدادهم، لكن يقدر عددهم بضع آلاف، أغلبهم من أهل البلد ويليهم عدد من المغاربة، وكلهم من أهل السنة. يوجد عدد من المساجد والمنظمات الإسلامية في البلاد.
دخل الإسلام من إفريقيا خلال فترة تجارة الرقيق (ابتداء من القرن السادس عشر)، يمكن للمسلمين ممارسة دينهم بحرية وتتوفر الدراسات الإسلامية.

## المنظمات
تشمل المنظمات الإسلامية في هايتي مسجد بلال والمركز الإسلامي في كاب هايتيان، الذي يقدم برامج في الدراسات الإسلامية والصلاة اليومية. وتشمل المنظمات البارزة الأخرى مسجد شهيد هايتي ومسجد ميراغوان في ميراغوان ومركز إسلامي في بورت أو برنس. وضع مسجد التوحيد في هاييتي وشارف على الانتهاء، في غونايفس، مسجد المنوّر هو أول مسجد بناه الضابط الباكستاني الرائد سيف الله أثناء خدمته في بعثة الأمم المتحدة لتحقيق الاستقرار في هايتي وسمي على اسم والده منور سلطان راندهاوا (رياضي باكستاني مخضرم) في عام 2008. كان هذا المسجد منذ ذلك الحين بمثابة مركز للأعمال الخيرية وتم تسليمه إلى السكان المحليين المسلمين الجدد. بعد زلزال 2010، قام عدد من المنظمات الإسلامية والجماعات الإغاثية بزيارة البلاد بغرض تقديم المساعدة. أسّس المفتي شهيد محمد دار العلوم في منطقة ميراغوان التي تقدم خدماتها  لمسلمي البلد بأكمله.[بحاجة لمصدر]

## التاريخ
بدأ تاريخ الإسلام في جزيرة هيسبانيولا (التي تشترك فيها هايتي مع جمهورية الدومينيكان) بالرق في هايتي. الرغم من أن العديد  أجبروا على التخلي عن الإسلام بمرور الوقت، استمر تراثهم الإسلامي في ثقافة الهايتيين الأصليين. بالإضافة إلى ذلك، يشير التاريخ التعديلي لدوتي بوكمان، الذي يعتبر وفاته إلى حد كبير بداية الثورة الهايتية، إلى أنه كان مسلمًا. في الجزء الأول من القرن العشرين، جاءت موجة من المهاجرين العرب المسيحيين إلى الأمريكتين، حيث استقر عدد ملحوظ بشكل مدهش في هايتي (وبلدان أخرى أيضًا).[بحاجة لمصدر]
يقال إن أول من وصل إلى هايتي حوالي عام 1920 كان رجلاً ينحدر من قرية فاس المغربية مع 19 عائلة أخرى. اليوم، غالبية مسلمي البلاد هم من السكان الأصليين الهايتيين، يليهم المغاربة. نتيجة لمحدودية الموارد المالية، لم يتمكنوا من بناء مسجد أو مدرسة حتى عام 1985، عندما تم تحويل المسكن إلى مسجد وبناء مئذنة.
في عام 2000، أصبح ناوون مارسيلوس [الإنجليزية]، وهو عضو في حزب فانمي لافالاس من سان رافائيل، أصبح أول مسلم يُنتخب إلى مجلس النواب في هايتي.[بحاجة لمصدر]
بعد زلزال هايتي عام 2010، ضمت منظمات الإغاثة العديدة منظمات ذات توجه إسلامي. بحلول عام 2011، كان في العاصمة بورت أو برنس خمسة مساجد على الأقل وعضو برلمان مسلم وبرنامج تلفزيوني محلي ليلي مخصص للإسلام.

## التركيبة السكانية
غالبية المسلمين في هايتي هم من المسلمين السنة.

## روابط خارجية
- المسلمون في جمهوية هايتي
- تقرير عن المسلمين في هايتي من قناة الجزيرة على يوتيوب